# 스파이더맨: 파 프롬 홈
《스파이더맨: 파 프롬 홈》(영어: Spider-Man: Far From Home)은 2019년 개봉한 미국의 슈퍼히어로 영화로, 마블 코믹스의 스파이더맨 캐릭터를 기반으로 한다. 2017년 영화 《스파이더맨: 홈커밍》의 후속 영화이자, 23번째로 공개된 마블 시네마틱 유니버스(MCU) 작품이다. 감독은 전편과 같은 존 왓츠가 맡았으며, 각본 역시 전편에 참여했던 크리스 매케나와 에릭 소머즈가 맡았다.

## 줄거리
《어벤져스: 엔드게임》 이후 타노스의 침공으로부터 세계를 구한 아이언맨의 추모가 이어진다. 피터 파커는 메이 숙모가 활동하는 블립(타노스의 핑거스냅으로 인해 사람들이 사라진 사건을 통칭함) 피해자들을 위한 봉사 단체의 자선 모금회에 스파이더맨으로 참가한다. 피터는 메이 숙모와 해피 호건 사이의 묘한 감정의 기류를 알아차린다. 기자들은 스파이더맨에게 어벤져스에 관한 여러 질문을 하고 중압감을 느낀 피터는 자리를 피한다.
피터는 유럽으로 수학여행을 가게 되고, 그곳에서 MJ에게 고백하기 위한 계획을 세운다. 학생들이 베네치아에 도착하고 피터는 MJ에게 줄 고백선물을 산다. 그리고 나오자마자 물로 이루어진 거인이 도시를 파괴하고 있었다. 피터가 고전하고 있을 때 한 남자가 나타나 거인을 물리치고 시민들의 환호를 받는다. 뉴스에는 정체불명의 남자(루오모 델 미스테리오)가 거인을 물치쳤다 나오는데, 거기서 이름을 따 미스테리오라는 이름을 붙이게 된다.
숙소로 돌아온 피터와 네드, 네드는 어딘가에서 날아온 화살에 맞아 마비되었는데 닉 퓨리가 피터를 만나러 온 것이었다. 피터는 닉 퓨리와 함께 어딘가로 가는데, 그곳에는 미스테리오가 있었다. 미스테리오는 자신이 지구 833이란 다른 세계에서 왔고 자신의 세계는 엘리멘탈이란 블랙홀에서 태어난 존재들에게 멸망했고 엘리멘탈이 피터가 살고 있는 지구 616으로 넘어왔다고 말한다. 바람, 흙, 물로 이루어진 3명의 엘리멘탈은 자신이 처리했다고 말한 미스테리오는 가장 강력한 불의 엘리멘탈을 프라하에서 처치하기 위해 스파이더맨이 필요하다고 말한다. 피터는 수학여행을 해야한다며 제안을 거절한다.
수학여행 행선지에 갑자기 프라하가 새로 생겼고 버스 기사로 비밀기지에서 소개받은 요원이 왔다. 피터는 여성 요원과 접선하여 검은 색 슈트를 받는다. 여성 요원 앞에서 옷을 벗던 피터는 브레드에게 걸리고 브레드는 피터를 찍는다. 피터는 버스에서 토니 스타크의 유품인 선글라스를 끼고서 메모에 적힌 대로 이디스라고 말한다. 그러자 인공지능 이디스가 작동된다. 피터는 브레드가 가진 사진을 이디스를 통해 지우려 하지만 그 과정에서 살상용 드론의 타겟으로 브레드가 잡히게 된다. 사진을 삭제하는데에 성공한다.
피터는 관광 도중에 일행에서 빠져나와 미스테리오에게 간다. 그리고 둘은 불의 엘리멘탈과 싸우게 된다. 마침내 모든 엘리멘탈을 쓰러뜨리게 된다. 피터는 자신이 이디스를 가질 자격이 없다 생각하고 미스테리오에게 이디스를 양도한다. 그러나 미스테리오의 말은 모두 거짓이었다. 그의 활약과 엘리멘탈은 모두 미스테리오와 동료들의 CG 기술로 만들어진 것이었다. 그는 다른 지구에서 온 영웅이 아닌 해고된 스타크 인더스트리의 직원이었다.
피터는 MJ에게 고백하려고 하는데, MJ는 피터가 스파이더맨이라는 사실을 알아차리고 있었다. 그 증거로 거미줄에 묶인 어떤 장치를 건내는데, 미스테리오의 3D 투사 장치였다. 그렇게 미스테리오의 조작을 알아챈 피터는 닉 퓨리를 만나러 가지만 닉 퓨리는 회수되지 않은 장치를 알아챈 미스테리오의 특수 효과로 된 가짜였고 피터는 미스테리오의 특수 효과로 인하여 고전한다. 피터는 탈출하는데에는 성공하지만 경찰서 유치장에 갇히게 된다. 탈출한 피터는 해피를 만나 마음을 다잡고 새 슈트를 만든다.
미스테리오는 아이언맨에 버금가는 영웅이 되기 위해 런던에서 더 큰 위기를 구하는 연출을 하려고 한다. 미스테리오와 모든 엘리멘탈을 합친 것 같은 격전이 연출되고 드론의 총격으로 피터의 친구들이 탄 버스는 위기를 맞는다. 스파이더맨은 해피의 비행기에서 하강하여 미스테리오를 막으려고 한다. 피터는 드론들을 무력화 시키고 점점 특수 효과는 사라져간다. 미스테리오는 피터의 친구들을 드론으로 공격하려 한다. 한편 닉 퓨리는 미스테리오의 수작을 알아차린다. 피터는 친구들에게 위협을 가하는 드론을 물리치고 미스테리오와 마주한다. 스파이더 센스로 미스테리오의 공격을 피하고 그를 제압한 피터, 미스테리오는 최후의 발악으로 드론으로 총격을 가하지만 자신이 죽는다. 피터는 이디스의 통제권을 되찾고 드론을 되돌려 보낸다. 그리고 타워 브릿지에서 피터와 MJ가 만나는데 피터가 고백 선물로 준비했던 블랙달리아 목걸이를 MJ가 보여준다.그 블랙달리아 목걸이는 깨져 있었다.피터는 그것을 보고 안타까워 한다. 그리고 피터는 고백하려 했던 계획을 밝히는데 갑자기 MJ가 피터에게 키스를 하며 자신이 피터를 봤던 이유를 말한다.이로써 피터와 MJ는 커플이 된다
그 후 피터는 일상으로 돌아간다. 하지만 쿠키영상에서 미스테리오가 스파이더맨이 자신을 죽였다는 영상을 조작하고 스파이더맨의 정체를 밝힌다.

## 출연진
- 톰 홀랜드 - 피터 파커 / 스파이더맨 역
- 사무엘 L. 잭슨 - 닉 퓨리 역
- 젠데이아 - 미셸 "MJ" 역
- 코비 스멀더스 - 마리아 힐 역
- 존 패브로 - 해피 호건 역
- J. B. 스무브 - 줄리어스 델 역
- 제이컵 배털론 - 네드 리즈 역
- 마틴 스타 - 미스터 해링턴 역
- 머리사 토메이 - 메이 파커 역
- 제이크 질런홀 - 쿠엔틴 벡 / 미스테리오 역
- 토니 레볼로리 - 유진 "플래시" 톰프슨 역
- 앵거리 라이스 - 베티 브랜트 역
- 피터 빌링즐리 - 윌리엄 긴터 리바 역
- J. K. 시먼스 - J. 조나 제임슨 역
- 레미 히 - 브래드 데이비스 역
- 누만 아자르 - 디미트리 역

## 한국판 성우진
- 심규혁 - 피터 파커/스파이더맨(톰 홀랜드)
- 김기현 - 닉 퓨리(사무엘 L. 잭슨)
- 강수진 - 쿠엔틴 백/미스테리오(제이크 질렌할)
- 은영선 - 메이 파커(마리사 토메이) / 외계인(샤론 블린)
- 김기철 - 해피 호건(존 파브로)
- 김서영 - 미셀(젠데이아 콜먼) / 재니스(클레어 러시브룩)
- 정미숙 - 베티(앵거리 라이스) / 빅토리아(클레어 던)
- 장성호 - 네드(제이콥 배덜런) / 구터먼(니콜라스 글리베스)
- 배정미 - 마리아 힐(코비 스멀더스) / 이디스(돈 미셸)
- 송준석 - 브래드(레미 히) / 윌리엄(피터 빌링즐리) / 선생님(J. B. 스무브) / 학생(조지 렌드보그 주니어) / 외계인(벤 멘덜슨)
- 방성준 - 플래시(토니 레볼로리) / 선생님(마틴 스타) / 편집장(J.K. 시몬스)